# Sendero de Gran Recorrido

Señalización de un sendero de Gran Recorrido GR

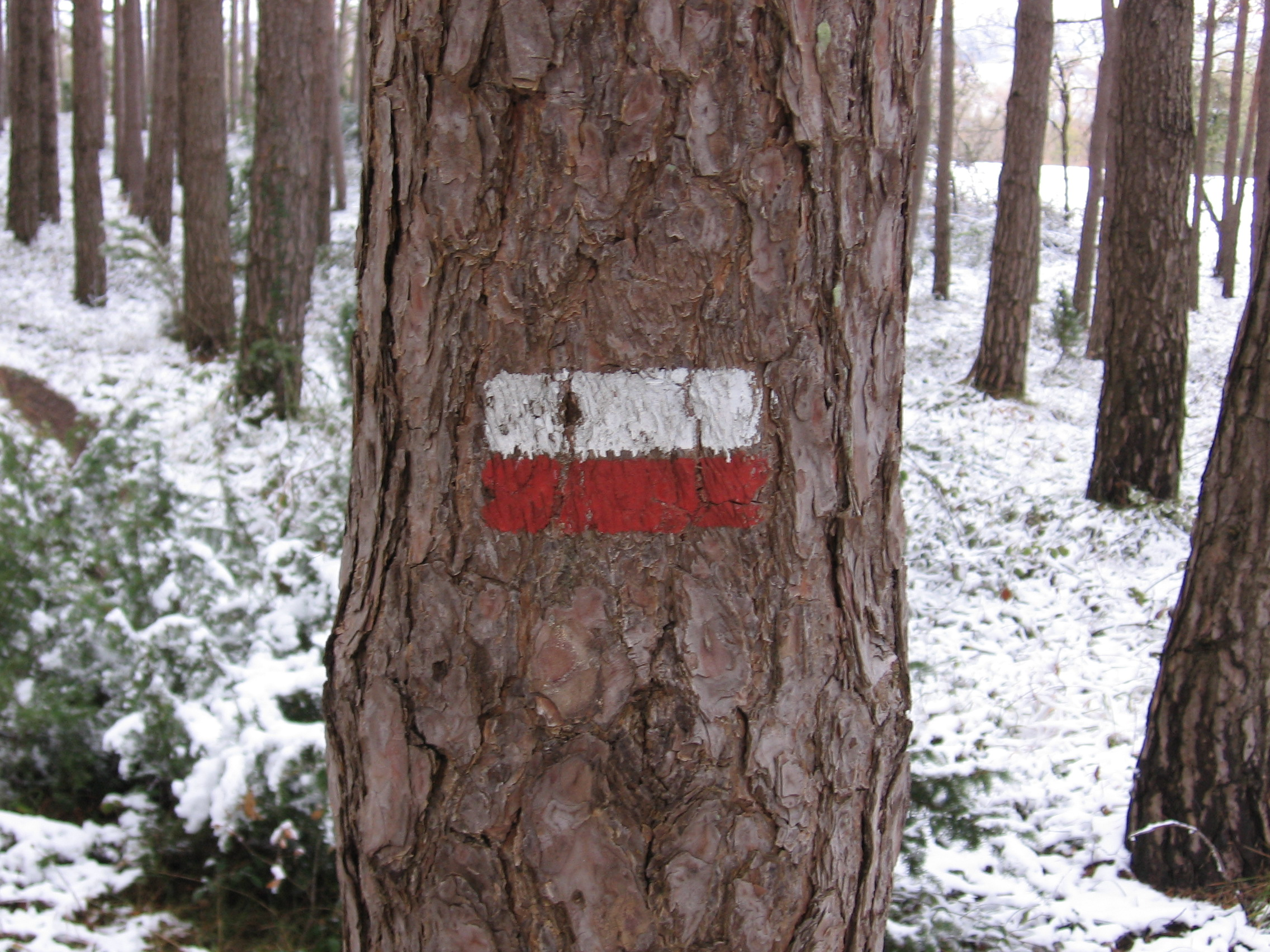
Marca de un GR en el tronco de un árbol.

Sendero de Gran Recorrido o sendero GR es la denominación que recibe aquel sendero de una red europea de caminos, presente principalmente en Francia, España, Bélgica y Países Bajos. Pensados para caminatas de más de dos jornadas, tienen generalmente una longitud mayor de 50 kilómetros. 
En Francia se denominan Grande Randonnée, en Alemania Fernwanderwege, en los Países Bajos Grote Routepaden o Lange-afstand-wandelpaden y en Portugal Grande Rota.
En España la red es mantenida por la Federación Española de Deportes de Montaña y Escalada y en Francia por la Fédération Française de la Randonnée Pédestre.
Muchos de los senderos de Gran Recorrido forman a su vez parte de otra red mayor, los Senderos Europeos de Gran Recorrido, que son competencia de la European Rambler's Association.
La Federación Española de Deportes de Montaña y Escalada tiene registradas las marcas de GR y administra la numeración de los senderos de Gran Recorrido en España.
Los senderos de Gran Recorrido están señalizados mediante unas marcas características consistentes en una raya blanca sobre otra roja y que se suelen pintar sobre troncos de árboles, piedras o sobre soportes específicos. Existen diversas variantes de estas marcas para indicar continuidad, cambio de dirección o dirección equivocada.

## Senderos

### España
| Identificador   | Denominación                                                                | Itinerario | Variantes                                                             |
| --------------- | --------------------------------------------------------------------------- | --- | --------------------------------------------------------------------- |
| GR-1            | Sendero Histórico                                                           | Ampurdán - Bañolas - Ripoll - Berga - Graus - Tierrantona - Riglos - Biel - Sos del Rey Católico - Olite - Allo - Santa Cruz de Campezo - Bernedo - Peñacerrada - San Pantaleón de Losa - Reinosa - Cervera de Pisuerga - Maraña -*- Fonteo -*- Sarria -*- Finisterre | GR-1.1 GR-1.4                                                         |
| GR-2            | Sendero La Junquera-San Adrián del Besós                                    | La Junquera - Rupit - San Adrián del Besós | GR-2.2                                                                |
| GR-3            | Sendero Central de Cataluña                                                 | Lérida -*- Balaguer -*- Tremp -*- Puebla de Segur -*- El Pont de Suert -*- Seo de Urgel -*- San Juan de las Abadesas - Manresa - Solsona - Tárrega - Vallbona de las Monjas -*- Borjas Blancas -*- Lérida | GR-3.4 GR-3.5                                                         |
| GR-4            | Sendero Puigcerdá-Mequinenza                                                | Puigcerdá - Montserrat -*- Mequinenza | GR-4.2 GR-4.3                                                         |
| GR-5            | Sendero de los Miradores o de los parques naturales                         | Sitges - Montserrat - Canet de Mar | GR-5.1 GR-5.2                                                         |
| GR-6            | Sendero Barcelona-Montserrat                                                | Barcelona - Montserrat | GR-6.1                                                                |
| GR-7            | Sendero Andorra-Estrecho de Gibraltar                                       | Seo de Urgel - Solsona - Bellprat - Falset - Fredes - Morella - San Juan de Peñagolosa - Montanejos - Bejís - Chelva - Cortes de Pallás - Alcoy - Castalla - Elda - Pinoso - Cieza - Calasparra - Ramal Norte: Cazorla - Quesada - Archidona... Ramal Sur: Huéscar - Cúllar - Trevélez - Lanjarón - Villanueva del Cauche... Unión de ambos ramales...Antequera - Ronda - Ubrique - Tarifa | GR-7.3 GR-7.5 GR-7.8 GR-7.9                                           |
| GR-8            | Sendero Ulldecona-Villel                                                    | Ulldecona - Cenia - Refugio Fuente Ferrera (Parque natural dels Ports) - Beceite - Fuentespalda - Peñarroya de Tastavins - Villarluengo - Valdelinares - Alcalá de la Selva - Mora de Rubielos - La Puebla de Valverde - Camarena de la Sierra - Villel. Variante GR 8.1: Bordón - La Algecira - Ladruñán (Castellote) - Molinos - Ejulve |                                                                       |
| GR-9            | Cañada Real de las Provincias                                               | Noáin - Añézcar - Oscoz - Aldaz - Areso - Tolosa - Régil - Azpeitia |                                                                       |
| GR-10           | Sendero Puzol-Aldea del Obispo                                              | Puzol - Gátova - Camarena de la Sierra - Villel - Albarracín - Orihuela del Tremedal - Orea - Villar de Cobeta - Cifuentes - Jadraque - Cogolludo - Tamajón - La Cabrera - Bustarviejo - Manzanares el Real - Cercedilla - San Lorenzo de El Escorial - Robledo de Chavela - San Martín de Valdeiglesias - Cebreros (Conexión con GR-10.3) - Las Cruceras - Navaluenga - Burgohondo - Navatalgordo- Navalosa (Conexión con GR-10.3) - Hoyocasero - Tamborrios - Navalperal de Tormes - El Barco de Ávila - Jerte - Aldeanueva del Camino - Guijo de Granadilla - Casar de Palomero - Ovejuela - Torre de Don Miguel - Perales del Puerto - San Martín de Trevejo - Cilleros - Termas de Monfortinho (conexión con la GR-12 portuguesa a Lisboa). · GR-10 Norte: El Barco de Ávila - Béjar - Colmenar de Montemayor - Miranda del Castañar - La Alberca - Monsagro - Puente Nuevo (conexión con la GR-188) - 8598569464541Ciudad Rodrigo - Aldea del Obispo | GR-10.1 GR-10.2 GR-10.3 GR-10 Norte                                   |
| GR-11           | Sendero Pirenaico                                                           | Cabo Higuer (Fuenterrabía) – Irún - Elizondo - Roncesvalles - Ochagavía - Candanchú - Sallent de Gállego - Aneto - Arinsal - Puigcerda - Cabo de Creus | GR-11.1 GR-11.2 GR-11.7 GR-11.8 GR-11.10 GR-11.18 GR-11.20 GR-11.20/1 |
| GR-12           | Sendero de Euskal Herria                                                    | Zuriza - Aezcoa - Belagoa - Lecumberri - Puerto de Lizarrusti (Ataun) - Puerto de Kruzeta |                                                                       |
| GR-13           | Cañada Real de los Roncaleses                                               | Puerto de Lazar - Vidángoz - Monasterio de Leyre - Sangüesa - Bardenas Reales |                                                                       |
| GR-14           | Senda del Duero                                                             | Fuente del Duero (Duruelo de la Sierra) - Vinuesa - Soria - Ituero (Cubo de la Solana) - Almazán - Andaluz - Gormaz - San Esteban de Gormaz - Langa de Duero - Aranda de Duero - Roa - Peñafiel - Quintanilla de Onésimo - Tudela de Duero - Tordesillas - Castronuño - Toro - Zamora - Pereruela - Moral de Sayago - Villadepera - Villardiegua de la Ribera - Torregamones - Gamones - Badilla - Cozcurrita - Fariza - Mámoles - Fornillos de Fermoselle - Pinilla de Fermoselle - Trabanca - Villarino de los Aires - Pereña de la Ribera - Masueco - Aldeadávila de la Ribera - Mieza de la Ribera - Vilvestre - Saucelle - Hinojosa de Duero - La Fregeneda - Vega Terrón | GR-14.1                                                               |
| GR-15           | Sendero Prepirenaico                                                        | Pont de Suert - Espés (Laspaúles) - Seira - Saravillo - Escuaín (Puértolas) - Buisán (Fanlo) - Broto - Yésero - Biescas - Yosa de Sobremonte - Castiello de Jaca - Jasa - Hecho - Vértice de Algaraieta | GR-15.1 GR-15.2                                                       |
| GR-16           | Senderos de Serrablo                                                        | Biescas - Orós Alto - Orós Bajo - Oliván - Iglesia de San Juan de Busa - Lárrede - Senegüé - Latas - Satué (Sabiñánigo) - Isún de Basa - San Román de Basa - Yebra de Basa - El Espatiello (Sabiñánigo) - Castiello de Guarga - Gésera - Ibirque - Nocito |                                                                       |
| GR-17           | Sendero Mariano                                                             | Basílica del Pilar de Zaragoza - Barbastro - Costeán (Hoz y Costeán) - El Grado - Santuario de Torreciudad - Santuario de Lourdes |                                                                       |
| GR-18           | Senderos de la Ribagorza                                                    | Fonz - Castigaleu - Bonansa - Aneto | GR-18.1                                                               |
| GR-19           | Senderos del Sobrarbe                                                       | Viadós - Gistaín - Lafortunada - Aínsa - Muro de Roda | GR-19.1                                                               |
| GR-20           | Vuelta a Aralar                                                             | Huarte-Araquil - Echeberri - Irurzun - Lecumberri - Albiasu - Azcárate - Amézqueta - Zaldibia - Ergoyena - Huarte-Araquil | GR-20.1 GR-20.2 GR-20.3                                               |
| GR-21           | Camino Ignaciano                                                            | Ruta sur en Navarra: Castillo de Javier - Sangüesa - Rocaforte - Aibar - Sierra de Izco - Abínzano - Salinas de Ibargoiti - Monreal - Elorz - Valle de Aranguren - Labiano - Badostáin - Pamplona - Berriozar - Oteiza de Berrioplano - Aizcorbe - Irurzun - Paso de las Dos Hermanas de Irurzun - Latasa - Muguiro - Lecumberri - Baráibar - Errazquin - Betelu - Uztegui - Azcárate. Ruta norte en Navarra: Castillo de Javier - Liédena - Foz de Lumbier - Lumbier - Valle de Izagaondoa - Tabar (Urraúl Bajo) - Induráin (Izagaondoa)- Urbicaín (Izagaondoa) - Ardanaz - Zuazu - Artáiz (Unciti) - Lizarraga de Izagaondoa - Ilundáin - Badostáin - Pamplona (unión con la ruta sur). Camino en Guipúzcoa: Collado de Zárate - Alzo - Albístur - Bidegoyan - Beizama - Urrestilla - Eizmendi (Azpeitia) - Santuario de Loyola |                                                                       |
| GR-23           | Senderos por La Litera                                                      | Fonz - Balsa de Frechina (Fonz) - Alins del Monte - Calasanz - Peralta de la Sal - Ermita Virgen de la Mora (Peralta de Calasanz) - Baélls - Nachá - Baldellou - Castillonroy - Albelda |                                                                       |
| GR-24           | Senderos de Calatayud, Daroca y Gallocanta                                  | Aldehuela de Liestos - Torralba de los Frailes - Las Cuerlas - Bello - Torralba de los Sisones - Blancas - Pozuel del Campo - Ojos Negros - Villar del Salz - Peracense |                                                                       |
| GR-25           | Vuelta a la Llanada Alavesa de Pie de Monte                                 | Olárizu - Adana - San Román de San Millán (San Millán) - Zalduendo - Barria (San Millán) - Villarreal de Álava - Olano (Cigoitia) - Subijana de Álava - Olárizu |                                                                       |
| GR-26           | Senda de Tierra de Campos                                                   | Valladolid - Fuensaldaña - Mucientes - Villalba de los Alcores - Montealegre - Palacios de Campos - Medina de Rioseco - Berrueces - Palazuelo de Vedija - Villamuriel de Campos - Aguilar de Campos - Ceinos de Campos - Villacid de Campos - Villalón de Campos - Bustillo de Chaves - Gordaliza de la Loma - Castroponce - Mayorga |                                                                       |
| GR-27           | Senda del Valle del Esgueva                                                 | Valladolid - Renedo de Esgueva - Castronuevo de Esgueva – Villarmentero de Esgueva - Olmos de Esgueva - Villanueva de los Infantes - Piña de Esgueva - Esguevillas de Esgueva - Villafuerte de Esgueva - Amusquillo - Villaco - Castroverde de Cerrato - Torre de Esgueva - Fombellida - Canillas de Esgueva – Encinas de Esgueva |                                                                       |
| GR-28           | Senda de Tierra de Pinares                                                  | Valladolid - Laguna de Duero - Boecillo - Aldeamayor de San Martín - Portillo - Aldea de San Miguel - Mojados - Megeces - Cogeces del Monte - Íscar - Pedrajas de San Esteban - Alcazarén - Hornillos de Eresma - Villalba de Adaja - Matapozuelos - Ventosa de la Cuesta - Pozaldez - Pozal de Gallinas – Medina del Campo |                                                                       |
| GR-30 (sendero) | Montes Torozos                                                              | Valladolid - Zaratán - Ciguñuela - Villán de Tordesillas - Velilla - Matilla de los Caños - Tordesillas - Villavieja del Cerro - Bercero - Vega de Valdetronco - Gallegos de Hornija - Mota del Marqués - San Cebrián de Mazote - Urueña - Monasterio de la Santa Espina - Castromonte - Peñaflor de Hornija - Wamba - Villanubla – Valladolid |                                                                       |
| GR-33           | Sendero de la Lluna Plena                                                   | Castellón de la Plana - San Juan de Peñagolosa (Castellón) |                                                                       |
| GR-34           | Caminos de Trashumancia en Guipúzcoa                                        | San Sebastián - Usúrbil - Ormáiztegui - Ceráin - Aránzazu |                                                                       |
| GR-35           | Camino de la Trashumancia: Aralar-Costa                                     | Puerto de Lizarrusti (Ataun) - Aizarna |                                                                       |
| GR-36           | Trans-Espadán                                                               | Villavieja - Eslida - Ahín - Veo (Alcudia de Veo) - Alcudia de Veo - Villamalur - Torralba del Pinar - Mas de Bagán (Montán) - Montanejos |                                                                       |
| GR-37           | Las Vías Pecuarias de la Serranía del Turia                                 | Aras de los Olmos - Titaguas - Alpuente - La Yesa - La Torre (Alpuente) - Aras de los Olmos |                                                                       |
| GR-38           | Ruta del Vino y del Pescado                                                 | Oyón - Laguardia - Albaina - Estibaliz - Ochandiano - Durango - Guernica - Bermeo |                                                                       |
| GR-39           | Cañada de la Mesta                                                          | Ermita de la Virgen de Veredas - Fuente Obejuna (Córdoba) |                                                                       |
| GR-40           | Cañada Real Soriana                                                         | Córdoba - Ermita de la Virgen de Veredas (Córdoba) |                                                                       |
| GR-41           | Cordel de las Buervas                                                       | Barrancos (Portugal) - Sevilla |                                                                       |
| GR-42           | Cañada Real Leonesa Occidental                                              | Aroche - Ribera del Múrtigas (carretera local a Encinasola) - Cumbres de Enmedio - Segura de León |                                                                       |
| GR-43           | Cordel de la Campiña                                                        | Córdoba - Castro del Río - Albendín |                                                                       |
| GR-45           | Senderos del Somontano                                                      | Bierge - Abiego - Lascellas (Lascellas-Ponzano) - Ponzano - Barbuñales - Laluenga - Laperdiguera - Berbegal - Ilche - Permisán (Ilche) - Fornillos - Santuario de Nuestra Señora del Pueyo (Barbastro) - Barbastro - Burceat (Barbastro) - Cregenzán (Barbastro) - Costeán (Hoz y Costeán) - Enate (Salas Bajas) - Estada - Estadilla - Olvena - El Grado - Naval - Colungo |                                                                       |
| GR-47           | Camino de las Minas (Parque natural de Sierra de Aracena y Picos de Aroche) | Ermita de Santa Eulalia - Alájar - Fuenteheridos - Cortelazor - Hinojales - Cañaveral de León |                                                                       |
| GR-48           | Sierra Morena                                                               | Barrancos (Portugal) - Encinasola (Huelva) - Cumbres de San Bartolomé - Cumbres Mayores - Hinojales - Arroyomolinos de León - Cala - Santa Olalla de Cala (Huelva) - El Real de la Jara (Sevilla) - Almadén de la Plata - Cazalla de la Sierra - Constantina (Sevilla) - La Puebla de los Infantes - Hornachuelos (Córdoba) - Posadas - Almodóvar del Río - Santa María de Trassierra - Cerro Muriano - Villaharta - Obejo - Embalse del Guadalmellato - Adamuz - Montoro - Marmolejo (Jaén) - Santuario de la Virgen de la Cabeza - Centro de Visitantes Viñas de Peñallana (Andújar) - Baños de la Encina - La Carolina - Santa Elena (Jaén). Variante circular GR-48.1: Cazalla de la Sierra - Rivera del Huéznar - Cerro del Hierro - Cazalla de la Sierra | GR-48.1                                                               |
| GR-50           | Ruta del Medievo                                                            | Betanzos - O Pazo de Irixoa (Irijoa) - Monasterio de Monfero - Monasterio de Caaveiro - Narahío - Moeche - Punta Candieira (Cedeira) - San Andrés de Teixido - Cabo Ortegal |                                                                       |
| GR-52           | Ruta de los Ríos                                                            | Chelo (Betanzos) - Belén (Oza de los Ríos) - Monasterio de Sobrado de los Monjes - Ponte Boado (Frades) - San Miguel de Cerceda (El Pino) - Roelle (Vedra) - Padrón - Monte Muralla (Lousame) - Beluso (Boiro) - Aldea Vella (Puebla del Caramiñal) - Corrubedo |                                                                       |
| GR-53           | Sendero Panorámico de Vigo                                                  | Sayanes - Polígono Industrial A Pasaxe (Zamanes) - Puxeiros - A Madroa |                                                                       |
| GR-56           | Transorensano                                                               | Embalse de San Pedro (Nogueira de Ramuín) - Monasterio de San Esteban - Sacardebois (Parada de Sil) - Montederramo - Celerios (Chandreja de Queija) - Estación de Montaña de Manzaneda (Puebla de Trives) |                                                                       |
| GR-57           | Camino da Franqueira                                                        | Redondela - Cepeda (Redondela) - As Cortellas (Puenteareas) - Toutón - Frades (Mondariz) - Mondariz - Meirol (Mondariz) - Santuario de Santa María da Franqueira (La Cañiza) |                                                                       |
| GR-58           | Sendero As Greas                                                            | Vigo - Redondela- Sotomayor - Fornelos de Montes- Pazos de Borbén - Mos - Puenteareas - Porriño - Salceda de Caselas - Porriño - Tuy - Porriño - Gondomar - Bayona - Nigrán - Vigo |                                                                       |
| GR-59           | Ruta Ecológica de Morrazo                                                   | Lago Castiñeiras (Vilaboa) - Sobreira (Marín) - Fraga (Moaña) - Ermelo (Bueu) - Portela (Cangas de Morrazo) - Nerga (Hío) - Cabo Home (Hío) - Donón (Hío) - Hío - Aldán - Bon (Bueu) - Cabo Udra (Bueu) - Bueu - Ermelo (Bueu) - Pastoriza (Marín) - Marín - Lago Castiñeiras (Vilaboa) |                                                                       |
| GR-60           | Pueblos de la Arquitectura Negra de Guadalajara                             | Majaelrayo - Valverde de los Arroyos - Almiruete - Tamajón - Campillo de Ranas - Majaelrayo |                                                                       |
| GR-63           | Senda Viriato (Sierra de San Vicente)                                       | Navamorcuende - Buenaventura - Sartajada - La Iglesuela - Almendral de la Cañada - El Real de San Vicente - Pelahustán - Nuño Gómez - Garciotum - Castillo de Bayuela - Cardiel de los Montes - Cazalegas - San Román de los Montes - Pepino - Cervera de los Montes - Segurilla - Sotillo de las Palomas - Marrupe - Hinojosa de San Vicente - Navamorcuende |                                                                       |
| GR-64           | Vuelta a la Manchuela                                                       | Mira - Enguídanos - Alarcón - El Picazo - Casasimarro - Casas de Benítez - Villalgordo del Júcar |                                                                       |
| GR-65           | Camino de Santiago                                                          | Roncesvalles (Navarra) - Santiago de Compostela | GR-65.3 GR-65.5                                                       |
| GR-66           | Sendero Castellano Manchego (Serranía de Cuenca)                            | Puente de Martinete (Peralejos de las Truchas) - Santa María del Val - Tragacete - Las Majadas - Uña - Cuenca |                                                                       |
| GR-67           | Sendero del Mundo                                                           | Alcaraz - Paterna del Madera - Bogarra - Aýna - Liétor - El Talave - Hellín |                                                                       |
| GR-68           | Circular de Sierra de Segura                                                | Elche de la Sierra - Rincón del Río - Férez - Letur - Vizcable - La Graya - Yeste - Quebradas - Molinicos - Peñarrubia - Elche de la Sierra |                                                                       |
| GR-69           | Circular de Huete (La Alcarria Conquense)                                   | Huete - Caracenilla - Castillejo del Romeral - Cuevas de Velasco - La Ventosa (Villas de la Ventosa) - Villarejo del Espartal (Villas de la Ventosa) - Olmedilla de Eliz - Castillo-Albaráñez - Arrancacepas - Albalate de las Nogueras - Villaconejos de Trabaque - Priego - Albendea - Valdeolivas - Villar del Infantado - Castejón - Alcohujate - Cañaveruelas - Villalba del Rey - Tinajas - Portalrubio de Guadamejud - Valdemoro del Rey - Moncalvillo de Huete - Huete |                                                                       |
| GR-71           | Sendero de la Reserva de Saja                                               | Bárcena de Pie de Concha - Bárcena Mayor - Saja - Tudanca - Pejanda - Cahecho - Potes - Bejes - Sotres (Asturias) |                                                                       |
| GR-72           | Ruta de los Campurrianos                                                    | Santillana del Mar - Reinosa |                                                                       |
| GR-73           | Calzada de los Blendios                                                     | Herrera de Pisuerga - Santa María de Mave - Aguilar de Campoo - Reinosa - Bárcena de Pie de Concha - Los Corrales de Buelna - Santillana del Mar - Suances |                                                                       |
| GR-74           | Corredor Oriental de Cantabria                                              | Ramales de la Victoria - La Gándara (Soba) - San Roque de Riomiera - Selaya - Vega de Pas - San Pedro del Romeral - San Miguel de Luena - San Miguel de Aguayo - Reinosa. Variante: San Miguel de Luena - Bárcena de Pie de Concha |                                                                       |
| GR-75           | Senda de los Valles de Cantabria                                            | Castro Urdiales - Matienzo - La Piluca (Ruesga) - Arredondo - Bustablado (Arredondo) - Merilla - Selaya - Entrambasmestas - Silió - Bárcena de Pie de Concha - Potes |                                                                       |
| GR-82           | Ruta de la Sierra de la Demanda (Burgos)                                    | Pineda de la Sierra - Alarcia - Pradoluengo - Villafranca Montes de Oca - Ibeas de Juarros - Palazuelos de la Sierra - Covarrubias - Santo Domingo de Silos - Salas de los Infantes - Huerta de Abajo - Huerta de Arriba | GR-82.1 GR-82.2                                                       |
| GR-84           | Montaña de Sanabria                                                         | Casa del Parque del Monte Gándara, 2.º Centro de Interpretación del Parque natural del Lago de Sanabria y alrededores en Rabanillo – Galende – Pedrazales – Vigo – Majada de Murias – Valle del río Tera en su nacimiento – Vertiente oriental de la Sierra Segundera – Porto – Sotillo de Sanabria – Limianos de Sanabria – Quintana de Sanabria – Rabanillo. |                                                                       |
| GR-85           | Ruta de los Sentidos (Las Merindades)                                       | Villasana de Mena - Castrobarto - Quincoces de Yuso - Quintanilla-Montecabezas - Frías - Trespaderne - Puente Arenas - Tudanca - Soncillo - Puentedey |                                                                       |
| GR-86           | Sendero Ibérico Soriano                                                     | Ágreda - Magaña - El Royo - San Leonardo de Yagüe - Brías - Caracena - Quintanas de Gormaz - Almazán | GR-86.1 GR-86.2                                                       |
| GR-88           | Sendero Segoviano (Sierra de Guadarrama)                                    | Pontón de la Oliva - El Atazar - Puebla de la Sierra - El Cardoso de la Sierra - Cerezo de Abajo - Sepúlveda - Pedraza - Sotosalbos - Cabanillas del Monte - Trescasas - Segovia - Puerto de Pasapán - San Rafael - San Lorenzo de El Escorial |                                                                       |
| GR-89           | Canal de Castilla                                                           | Valladolid y Medina de Rioseco - Palencia - Alar del Rey |                                                                       |
| GR-90           | Tierras del Moncayo y Sistema Ibérico Zaragozano                            | Tarazona - Grisel - Lituénigo - Litago - Añon - Talamantes - Trasobares - Tierga - Mesones de Isuela - Nigüella - Arándiga - Chodes - Morata de Jalón - Santa Cruz de Grío - Tobed - Codos - Langa del Castillo - Torralbilla - Mainar - Villadoz - Badules | GR-90.1 GR-90.2 GR-90.3                                               |
| GR-92           | Sendero Mediterráneo                                                        | Portbou - Tarifa |                                                                       |
| GR-93           | Sierras Riojanas                                                            | Santo Domingo de la Calzada - Ezcaray - San Millán de la Cogolla - Anguiano - Ortigosa de Cameros - Laguna de Cameros - San Román de Cameros - Munilla - Enciso - Cornago - Cervera del Río Alhama - Valverde | GR-93.1                                                               |
| GR-94           | Sendero Rural de Galicia                                                    | A Madroa (Vigo) - Sotomayor - Campo Lameiro - Cequeril (Cuntis) - Luou (Teo) - Conjo (Santiago de Compostela) |                                                                       |
| GR-95           | Senda Romana                                                                | Ardisa - Sarsamarcuello - Santa María de la Peña - Ena - Botaya |                                                                       |
| GR-96           | Camino de los Romeros de Montserrat                                         | Vallvidrera - Montserrat (Barcelona) |                                                                       |
| GR-97           | Camí Romeu a Montserrat                                                     | San Celoni - La Beguda Alta (Cataluña) |                                                                       |
| GR-98           | Vuelta a Urdaibai                                                           | Guernica - Barrio Kanala (Gautéguiz de Arteaga) - Barrio Arboliz (Ibarranguelua) - Alto de Astorkigana (Arbácegui y Guerricaiz) - Alto de Autzagane (Amorebieta-Echano) - Ermita de Sanllabante (Rigoitia) - Bermeo - Guernica |                                                                       |
| GR-99           | Sendero del Ebro                                                            | Fontibre - Reinosa - Miranda de Ebro - Haro - Logroño - Calahorra - Alfaro - Tudela - Gallur - Alagón - Zaragoza - Sástago - Escatrón - Caspe - Mequinenza - Flix - Tortosa - Amposta - Riumar (Deltebre) |                                                                       |
| GR-100          | Ruta de la Vía de la Plata                                                  | Gijón - Sevilla | GR-100.1                                                              |
| GR-101          | Camino Real del Puerto de la Mesa                                           | Torrestío (Santo Emiliano) - Puerto de San Lorenzo (Somiedo) - Dolia (Belmonte de Miranda) - Grado |                                                                       |
| GR-102          | Camino Real del Sellón o Faceu                                              | Lozana (Piloña) - Sierra de Giblaniella - Sierra de Pandemules - Puerto de Tarna |                                                                       |
| GR-103          | Senda Romana de Caoro                                                       | |                                                                       |
| GR-105          | Ruta de las Peregrinaciones                                                 | Oviedo - Bendición - Alto del Espinadal (Nava) - Puente Miera (Piloña) - Espinaredo - La Vega (Piloña) (Alternativa: Villamayor (Piloña) - Cangas de Onís - Covadonga | GR-105.1 GR-105.2                                                     |
| GR-106          | Ruta de San Melchor                                                         | Oviedo - Pedroveya - Salcedo - Cortes (Lindes) |                                                                       |
| GR-107          | Camino de los Hombres Buenos                                                | Queralt (Barcelona) - Montsegur (Francia) |                                                                       |
| GR-108          | Travesía Anderiega                                                          | Gijón - Amandi - Miyares - Covadonga |                                                                       |
| GR-109          | Asturias Interior                                                           | Panes - Alles - Carreña - Benia de Onís (Onís) - Cangas de Onís - Villamayor (Piloña) - Espinaredo - Fresnedal (Piloña) - Los Melendreros (Bimenes) - Entralgo - Bello - Santibáñez - Campomanes - Llanuces - Bárzana - Villanueva - Villamayor - Dolia (Belmonte de Miranda) - Belmonte - Boinás (Belmonte de Miranda) - Tuña - Onón - Corias - Besullo - Berducedo - Grandas - Castro - Santa Eulalia de Oscos |                                                                       |
| GR-110          | Valle del Jerte                                                             | Cabezuela del Valle - Navaconcejo - Carretera a El Torno - Plasencia |                                                                       |
| GR-111          | Ruta de la Comarca de la Vera                                               | Madrigal de la Vera - Villanueva de la Vera - Valverde de la Vera - Losar de la Vera - Cuacos de Yuste - Jaraíz de la Vera - Pasarón de la Vera - Gargüera de la Vera - Plasencia |                                                                       |
| GR-113          | Camino Natural del Tajo                                                     | Albarracín - Villar del Cobo - Ermita de San Lorenzo (Checa)- Peralejos de las Truchas - Poveda de la Sierra - Zaorejas - Villar de Cobeta - Huertapelayo - Valtablado del Río - Trillo - Mantiel - Alocén - Sacedón - Sayatón - Zorita de los Canes - Almoguera - Estremera - Villamanrique de Tajo - Colmenar de Oreja - Aranjuez - Villamejor (Aranjuez) - Toledo - Albarreal de Tajo - Puebla de Montalbán - Malpica de Tajo - Talavera de la Reina - Calera y Chozas - Aldeanueva de Barbarroya - Puente del Arzobispo - Valdelacasa de Tajo - Peraleda de San Román - Mesas de Ibor - Higuera de Albalat - Serrejón - Villarreal de San Carlos - Serradilla - Cañaveral - Garrovillas de Alconétar - Mata de Alcántara - Alcántara - Membrío - Santiago de Alcántara - Herrera de Alcántara - Cedillo |                                                                       |
| GR-114          | Camino Natural del Guadiana                                                 | Laguna Blanca (Parque natural de las Lagunas de Ruidera) - Ruidera - Argamasilla de Alba - Alameda de Cervera - Villarta de San Juan - Villarrubia de los Ojos - Santuario de la Encarnación - Peralvillo (Miguelturra) - Las Casas - Valverde - Corral de Calatrava - Los Pozuelos de Calatrava - Luciana - Albergue Juvenil Puente de Retama (Puebla de Don Rodrigo) - Puebla de Don Rodrigo - Refugio de Valhondillo - Villarta de los Montes - Helechosa de los Montes - Guadisa (Alía) - Castilblanco - Herrera del Duque - Puerto Peña (Talarrubias)- Casas de Don Pedro - Puebla de Alcocer - Orellana la Vieja - Valdivia - Villanueva de la Serena - Medellín - Valdetorres - Valverde de Mérida - La Zarza - Mérida - La Garrovilla - Lobón - Pueblonuevo del Guadiana - Badajoz - San Francisco de Olivenza - Villarreal - San Benito de la Contienda - Villanueva del Fresno - Circuito Villanueva del Fresno - Portugal - Cuartel Cañaveral (El Granado) – El Granado (derivación) - Sanlúcar de Guadiana – San Silvestre de Guzmán – Villablanca – Ayamonte |                                                                       |
| GR-116          | Camino Natural de las Villuercas                                            | Logrosán - Cañamero - Guadalupe - Alía - Puerto de San Vicente - Estación de Santa Quiteria |                                                                       |
| GR-117          | Travesía de Alfonso Onceno                                                  | La Avellaneda - Fresnedoso de Ibor - Robledollano - Roturas - Navezuelas - Guadalupe |                                                                       |
| GR-118          | Camino de los Jerónimos                                                     | Monasterio de Yuste - Cuacos de Yuste - Talayuela - Navalmoral de la Mata - Peraleda de la Mata - Bohonal de Ibor - Castañar de Ibor - Navalvillar de Ibor - Guadalupe |                                                                       |
| GR-119          | Camino Real de Guadalupe                                                    | Puente del Arzobispo - Villar del Pedroso - Carrascalejo - Navatrasierra - Guadalupe |                                                                       |
| GR-120          | Ruta de los Tres Templos                                                    | Azpeitia - Santuario de Loyola - Ermita de La Antigua - Zumárraga - Aránzazu |                                                                       |
| GR-121          | Vuelta a Guipúzcoa                                                          | San Sebastián - Motrico - Ermua - Túnel de San Adrián - Arano - Irún - San Sebastián |                                                                       |
| GR-123          | Vuelta a Vizcaya                                                            | San Pelayo-Agüera - Valmaseda - Gordejuela - Areta - Orozco - Ubide - Urquiola - Campázar - Ermua - Urkarregi - Ondárroa - Ispáster - Guernica y Luno - Baquio - Plencia - Portugalete - Musques - Trucios - Carranza - Ubal - San Pelayo-Agüera |                                                                       |
| GR-124          | Senda Real                                                                  | Madrid - Tres Cantos - Colmenar Viejo - Manzanares el Real |                                                                       |
| GR-125          | El Camino Hernandiano / Senda del Poeta                                     | Orihuela - Redován - Callosa de Segura - Cox - Granja de Rocamora - Albatera - San Isidro - Crevillente - Elche - Rebolledo - Alicante |                                                                       |
| GR-127          | Río Segura                                                                  | Embalse de Cenajo - Calasparra - Cieza - Villanueva del Río Segura - Molina de Segura - Murcia - Orihuela |                                                                       |
| GR-130          | Camino Real de la Costa                                                     | Isla de La Palma (Canarias) |                                                                       |
| GR-131          | El Bastón (Isla de La Palma)                                                | Puerto de Tazacorte - Roque de los Muchachos - Punta de los Roques - Refugio de El Pilar - Fuencaliente - Punta de Fuencaliente |                                                                       |
| GR-140          | De la Nieve a la Arena                                                      | Puerto de La Ragua (Sierra Nevada) - Laujar de Andarax - Instinción - Gádor - Tabernas - Sierra Alhamilla - Níjar - Cabo de Gata |                                                                       |
| GR-141          | Gran Senda de la Serranía de Ronda                                          | Ronda - Jimera de Líbar - El Colmenar (Cortes de la Frontera) - Benarrabá - Benalauría - Alpandeire - Ronda |                                                                       |
| GR-142          | Sendero de la Alpujarra                                                     | Lanjarón - Órgiva - Mecina Fondales - Ferreirola - Busquístar - Notáez - Cástaras - Nieles - Lobras - Cádiar - Jorairátar - Los Montoros - Las Canteras - Darrícal - Lucainena - Alcolea - Laujar de Andarax - Almócita - Fondón - Padules - Canjáyar - Ohanes - Abrucena - Fiñana |                                                                       |
| GR-143          | Entre Sierras                                                               | Cañadas de Cañepla - María - Vélez-Blanco - Vélez-Rubio - Chirivel - Oria - Urrácal - Somontín - Lúcar - Serón - Bacares - Sierro - Suflí - Laroya - Tahal - Alcudia de Monteagud - Benitagla - Benizalón - Santuario de Monteagud - El Chive (Lubrín) - Sorbas - Rambla Honda (Lucainena de las Torres) - Polopos (Lucainena de las Torres) - El Argamasón (Carboneras) - Agua Amarga |                                                                       |
| GR-144          | La Transhumancia en la Sierra de Segura                                     | Control de Ramblaseca (Campos de Hernán Pelea) - Santo Domingo - Pontones Altos - Hornos de Segura - Puente Mocho (Beas de Segura) |                                                                       |
| GR-146          | Montes y olivares en la Sierra de Segura                                    | Hornos - Cortijos Nuevos - La Puerta de Segura - Villarrodrigo |                                                                       |
| GR-147          | La Sierra de Segura Profunda                                                | Santiago de la Espada - La Toba - Prado Maguillo - Río Madera - Segura de la Sierra - Siles |                                                                       |
| GR-149          | Estepa Sierra Sur Sevillana                                                 | Herrera - Estepa - Gilena - Martín de la Jara - Los Corrales - El Saucejo. Variante GR-149.1: Estepa - Lora de Estepa - Pedrera - Gilena | GR-149.1                                                              |
| GR-151          | Caminos del Obispo y Abad Oliva. La ruta del románico catalán               | Monasterio de Montserrat - Manresa - Navarclés - Artés - Vich - Ripoll- Camprodón. Variante GR-151-1: Rupit - Vidrá - Vallfogona - San Juan de las Abadesas | GR-151.1                                                              |
| GR-160          | Camino del Cid                                                              | Vivar del Cid - Burgos - Modúbar de San Cibrián - Covarrubias - Santo Domingo de Silos - Huerta de Rey - Alcubilla de Avellaneda - Langa de Duero - Castillejo de Robledo - Miño de San Esteban - San Esteban de Gormaz - El Burgo de Osma - Gormaz - Berlanga de Duero - Berlanga de Duero - Retortillo de Soria - Atienza - Hiendelaencina - Jadraque - Mandayona - Sigüenza - Alcolea del Pinar - Maranchón - Medinaceli - Somaén - Santa María de Huerta - Ariza - Alhama de Aragón - Ateca - Munébrega - Acered - Daroca - Calamocha - Monreal del Campo - El Pobo de Dueñas - Molina de Aragón - Tierzo - Megina - Checa - Bronchales - Albarracín - Cella - Teruel - La Puebla de Valverde - Mora de Rubielos - Rubielos de Mora - Puebla de Arenoso - Montanejos - Caudiel - Altura - Torres Torres - Sagunto - El Puig - Valencia - Almusafes - Alcira - Játiva - Onteniente - Bañeres - Villena - Sax - Monforte del Cid - Elche - Albatera - Orihuela |                                                                       |
| GR-164          | Cañada Conquense o De Los Serranos                                          | Ermita de San Isidro (Socuéllamos) - Casa del Aljibe (Socuéllamos) - Casa de Hervias (Socuéllamos) - Ruidera - Casa del Pozo de las Chozas (Alhambra) - Alhambra - Puerto de Vallehermoso (Alhambra) - Pozo de la Serna - Puente del Alamillo (Torre de Juan Abad) - Cambrón (Torre de Juan Abad) |                                                                       |
| GR-166          | Camino de Guadalupe                                                         | Toledo - Albarreal de Tajo - Burujón - Escalonilla - La Mata - Erustes - Cebolla - Montearagón - Talavera de la Reina - Las Herencias - Belvís de la Jara - Aldeanueva de Barbarroya - La Nava de Ricomalillo - El Campillo de la Jara - Puerto de San Vicente - Alía - Guadalupe |                                                                       |
| GR-170          |                                                                             | Estany - Vidrá (Cataluña) |                                                                       |
| GR-171          | Trescant pel sud de Catalunya                                               | Pinós (Lérida) - Pauls, refugio de Caro (Tarragona) |                                                                       |
| GR-172          |                                                                             | Bellprat - La Musara (Tarragona) |                                                                       |
| GR-173          |                                                                             | San Lorenzo Savall (Barcelona) |                                                                       |
| GR-174          | Sendero del Priorato                                                        | Coll de la Teixeta - Albarca (Tarragona) |                                                                       |
| GR-175          | Ruta del Císter                                                             | Santes Creus - Pla de Santa María - Montblanch - Poblet - Espluga de Francolí - Montblanquet (Vallbona de las Monjas) - Vallbona de las Monjas - Forés - Puente de Armentera - Santes Creus |                                                                       |
| GR-176          |                                                                             | Navás |                                                                       |
| GR-177          |                                                                             | Moyá |                                                                       |
| GR-178          | Ruta de Serrallonga (Macizo de Las Guillerías)                              | Santa Coloma de Farnés - Anglés (derivación) - Osor - San Hilario Sacalm (derivación) - Embalse de Sau |                                                                       |
| GR-180          | Valle del Tiétar                                                            | Madrigal de la Vera - Candeleda - Arenas de San Pedro - Mombeltrán - Santa Cruz del Valle - Pedro Bernardo - Mijares - Piedralaves - Sotillo de la Adrada - Toros de Guisando |                                                                       |
| GR-181          | Ruta de los Caminos Históricos de Entresierras                              | Los Santos - Casafranca- Frades de la Sierra - Endrinal - Monleón - El Tornadizo - San Miguel de Valero - El Tornadizo | GR-181.1 GR-181.2 GR-181.3 GR-181.4                                   |
| GR-183          | Cañada Real Soriana Occidental (Salamanca)                                  | Límite provincia con Ávila - Gallegos de Solmirón - Puente del Congosto - Guijo de Ávila - Monte Tonda (Fuenterroble de Salvatierra) - Valdefuentes de Sangusín - Valdehijaderos - Montemayor del Río |                                                                       |
| GR-184          | Ruta de Los Paisajes Serranos (Salamanca)                                   | La Alberca – San Martín del Castañar – Sequeros – Villanueva del Conde – Garcibuey – Las Puentes del Alagón (Santibáñez de la Sierra) - Valero - San Esteban de la Sierra - Santibáñez de la Sierra - Molinillo – Pinedas |                                                                       |
| GR-186          | Caminos de Medina                                                           | Medina de Pomar - Bóveda - Perex - Angosto (Medina de Pomar) - Medina de Pomar |                                                                       |
| GR-187          | Cañada de Extremadura (Salamanca)                                           | Ciudad Rodrigo - Fuenteguinaldo - Peñaparda - Puerto de Perales |                                                                       |
| GR-188          | Ruta de la Sierra de Gata                                                   | Puente Nuevo (Serradilla del Llano) - Martiago - Villasrubias - Navasfrías |                                                                       |
| GR-189          | Corredor Verde del Tormes                                                   | La Magdalena (El Tejado) - Puente del Congosto - Salto de San Fernando - Guijo de Ávila - Aldeavieja de Tormes - Salvatierra de Tormes - Montejo - Puente del Embalse - La Maya |                                                                       |
| GR-190          | Altos Valles Ibéricos                                                       | Ezcaray - Monasterio de Valvanera - Viniegra de Abajo - Ortigosa de Cameros |                                                                       |
| GR-192          | Camino del Viento                                                           | Cambrils - Ermita de la Madre de Dios de la Roca (Montroig) - Masboquera (Vandellós y Hospitalet del Infante) - El Jabalí Enamorado - Bassa Povet de L'Amorós - Amposta |                                                                       |
| GR-200          | Ruta de los Palacios                                                        | Posada de Llanera - Ferroñes - Villayo (Llanera) - Posada de Llanera |                                                                       |
| GR-201          | Senda del Arcediano                                                         | Puerto del Pontón - Soto de Sajambre - Amieva - Puente Dobra |                                                                       |
| GR-202          | Ruta de la Reconquista                                                      | Covadonga - Vega de Comeya - Poncebos - Sotres - Cosgaya |                                                                       |
| GR-203          | Por donde anda el Oso                                                       | Corias - Defradas (Cangas del Narcea) - Monasterio del Coto (Cangas del Narcea) - Seroiro (Ibias) - San Antolín de Ibias - Alguerdo (Ibias) - Sisterna - Cerredo - Leitariegos - Genestoso - El Acebo - Corias |                                                                       |
| GR-204          | Senda Costera E-9                                                           | Ribadedeva - Vegadeo |                                                                       |
| GR-205          | Ruta de la Escrita o de los Vaqueiros de alzada                             | Puerto de Somiedo - La Riera - Belmonte - Cornellana - Pravia |                                                                       |
| GR-206          | Gran Ruta de Riosa                                                          | La Vega (Riosa) - San Adriano (Riosa) - La Vega (Riosa) |                                                                       |
| GR-207          | Camino Real del Puerto de Ventana o Ruta de las Reliquias                   | Puerto de Ventana - Arroxo - Pedroveya |                                                                       |
| GR-208          | Anillo ciclista de la Montaña Central                                       | Aller - Lena - Mieres - Morcín - Ribera de Arriba - Riosa |                                                                       |
| GR-211          | Valle de Arán                                                               | Viella - La Bordeta (Vilamós) - Pontaut (Bausén) - Uña - Viella |                                                                       |
| GR-212          | Camino de los Montes de Toledo                                              | Alía - Guadalupe (Cáceres) |                                                                       |
| GR-220          | Vuelta a la Cuenca de Pamplona                                              | Belascoáin - Eguillor - Oteiza de Berrioplano - Zabaldica |                                                                       |
| GR-221          | Ruta de la Pedra en Sec                                                     | Mallorca (Islas Baleares) |                                                                       |
| GR-222          | Ruta de Artá a Lluch                                                        | Mallorca (Islas Baleares) |                                                                       |
| GR-223          | Camí de Cavalls                                                             | Menorca (Islas Baleares) |                                                                       |
| GR-225          | La gran evasión del fuerte de Ezkaba                                        | Fuerte Ezkaba - Olabe - Saigots - Albergue Sorogain - Urepel |                                                                       |
| GR-228          | Anillo Verde de Bilbao                                                      | Archanda - Arraiz - Pagasarri - Arnótegui - Monte Avril - Archanda |                                                                       |
| GR-229          | Sendero Mikeldi (Duranguesado)                                              | Durango - Axpe Achondo - Berriz - Elorrio - Garay - Amorebieta - Durango |                                                                       |
| GR-234          | Sendero Zaragoza-Huesca                                                     | Zaragoza (Aljafería) - Villanueva de Gállego - Zuera - Almudévar - Huesca (ermita de San Jorge) |                                                                       |
| GR-236          | Ruta de los Monasterios de Valencia                                         | Gandía - Almoines - Beniarjó - Beniflá - Palma de Gandía - Monasterio de San Jerónimo de Cotalba - Rótova - Alfauir - Almiserat - Castillo de Vilella - Luchente - Monasterio del Corpus Christi - Castillo de Xio - Pinet - Bárig - Simat de la Valldigna - Monasterio de Santa María de la Valldigna - Benifairó de la Valldigna - Monasterio de Aguas Vivas - La Barraca de Aguas Vivas - Monasterio de La Murta - Alcira |                                                                       |
| GR-237          | Macizo del Caroig                                                           | Vallada - Montesa - Enguera - Anna - Estubeny - Sellent - Cárcer - Cotes (derivación) - Alcántara de Júcar - Benegida (derivación) - Gabarda - Antella - Tous - Sumacárcel - Chella - Bolbaite - Navarrés - Quesa - Millares - Dos Aguas (derivación) - Bicorp - Pico Caroche - Casas de Benali (Enguera) - Navalón - Fuente la Higuera - Mogente - Vallada |                                                                       |
| GR-238          | Tierra del Vino                                                             | Villargordo del Cabriel - Fuenterrobles - Camporrobles - La Loberuela - La Torre (Utiel) - Sinarcas - El Remedio (Utiel) - Villar de Olmos - El Reatillo - El Rebollar - Fuen Vich - Casas del Río - Balneario de Fuentepodrida (Requena) - Casas de Moya (Venta del Moro) - Villargordo del Cabriel |                                                                       |
| GR-239          | Camino de Santiago de Levante                                               | Valencia - Alcira - Játiva - Almansa - Chinchilla - Albacete - La Roda - Mota del Cuervo - Quintanar de la Orden - Mora - Toledo - San Martín de Valdeiglesias - Ávila - Arévalo - Medina del Campo - Toro - Zamora |                                                                       |
| GR-240          | Sendero Sulayr (Sierra Nevada)                                              | Centro de Visitantes "Dornajo" - Casa Forestal "La Cortijuela" - Rinconada de Nigüelas - Tello - Puente Palo - Capileira - Trevélez - Lastonar - Fuente del Espino - Barranco Riachuelo - El Cerecillo - La Polarda - La Roza - Piedra Negra - El Toril - Las Chorreras - Postero Alto - Peña Partida - La Hortichuela - Centro de Visitantes "El Dornajo" |                                                                       |
| GR-241          |                                                                             | Borredá |                                                                       |
| GR-242          | Sierra de Tejeda-Almijara                                                   | Periana - Canillas de Aceituno - Cómpeta - Frigiliana - Nerja |                                                                       |
| GR-243          | Sierra de las Nieves                                                        | Ronda - El Burgo - Yunquera - Tolox - Guaro - Monda - Istán |                                                                       |
| GR-244          | Senderos de los Pueblos del Interior (Almería)                              | Uleila del Campo – Santuario de Monteagud - Benizalón - Benitagla - Alcudia de Monteagud – Tahal – Senés – Velefique - Castro de Filabres – Tabernas – Lucainena de las Torres – Uleila del Campo |                                                                       |
| GR-247          | Bosques del Sur - Sendero de Cazorla, Segura y las Villas                   | Área Recreativa Peña de Olivar (Siles) - Segura de la Sierra - Refugio Casa Forestal El Campillo - Hornos de Segura - Área Recreativa Los Parrales - Casa Forestal Hoya de los Trevejiles - Zona de Acampada Controlada Fuente de Los Cerezos - Refugio Casa Forestal La Parra - Refugio de Majalserbal - Refugio Casa Forestal de La Zarza - La Iruela - Cazorla - Refugio Casa Forestal Collado Zamora - Belerda - Aula de Naturaleza El Hornico - Refugio Casa Forestal Fuente Acero - Refugio Rambla Seca - Refugio Campo del Espino - Pontones - La Toba - Prado Maguillo y Refugio Casa Forestal El Bodegón - Refugio Era del Fustal - Área Recreativa Peña del Olivar (Siles) |                                                                       |
| GR-248          | Gran Senda del Guadalhorce                                                  | Estación de El Chorro - Álora - Pizarra - Estación de Cártama - Málaga |                                                                       |
| GR-249          | Gran Senda de Málaga                                                        | Málaga - Rincón de la Victoria - Vélez-Málaga - Torrox - Nerja - Frigiliana - Cómpeta - Canillas de Aceituno - Periana - Pulgarín Alto (Alfarnatejo) - Alfarnate - Villanueva del Rosario - Archidona - Villanueva de Tapia - Villanueva de Algaidas - Cuevas Bajas - Alameda - Fuente de Piedra - Campillos - Embalses del Guadalhorce - El Chorro - Ardales - El Burgo - Ronda - Estación de Benaoján - Jimera de Líbar - Benalauría - Genalguacil - Casares - Estepona - Marbella - Ojén - Mijas - Benalmádena - Alhaurín de la Torre - Málaga |                                                                       |
| GR-250          | Camino del Apóstol                                                          | Cartagena - Murcia - Caravaca de la Cruz |                                                                       |
| GR-251          | Camino de la Cruz del Altiplano                                             | Yecla - Jumilla - Monasterio de Santa Ana - Venta del Olivo (Cieza) - Calasparra - Caravaca de la Cruz |                                                                       |
| GR-252          | Camino de la Cruz del Bajo Guadalentín                                      | Mazarrón - El Saladillo (Mazarrón) - Totana - Sierra Espuña - Barrancos de Gebas - Casas Nuevas - Bullas - Caravaca de la Cruz |                                                                       |
| GR-253          | Camino de la Cruz del Alto Guadalentín                                      | Águilas - Pozo de la Higuera - Lorca - Zarcilla de Ramos - Doña Inés - La Encarnación (Caravaca de la Cruz) - Caravaca de la Cruz |                                                                       |
| GR-260          | Vuelta al Moncayo                                                           | |                                                                       |
| GR-270          | Cami del llobregat                                                          | castellar de n'hug-el prat de llobregat |                                                                       |
| GR-280          | Uribe Kosta                                                                 | Arrieta - Baquio - Armintza - Sopelana - Derio - Arrieta, Plencia - Munguía, circular de Larrabezúa |                                                                       |
| GR-282          | Senda del Pastoreo                                                          | Santuario de Aranzazu (Parque natural de Aizcorri-Araz) - Puerto de Arlabán - Urquiola (Parque natural de Urquiola) - Arraba (Parque natural del Gorbea) - Izarra (Urcabustaiz) - Villalba de Losa (Monumento natural del Monte Santiago) - Bóveda - San Zadornil (Parque natural de Valderejo) - Espejo (Valdegovía) - Nanclares de la Oca - Okina (Bernedo) - Antoñana (Parque natural de Izki) - San Vicente de Arana (Valle de Arana) - Urbasa - Artaza - Lizarraga-Ergoyena (Parque natural Urbasa-Andía) - Huarte-Araquil - Lizarrusti (Parque natural de Aralar) - Mikeleten Etxea (Cegama) - Santuario de Aránzazu |                                                                       |
| GR-283          | Ruta del queso Idiazábal                                                    | Segura - Ferrería de Mirandaola (Legazpia) - Aránzazu - Etxegarate (Idiazábal) - Lizarrusti - Beasáin/Ordicia - Segura |                                                                       |
| GR-284          | Camino Real de la Sopeña                                                    | Orduña - Añes (Ayala) - Arceniega - Amurrio. Variante: Añes (Ayala) - Campas de Oleta (Menoio) - Txarlazo (Sierra Salvada) - Orduña |                                                                       |
| GR-290          | Sendero Dos Aguas (Sierra de la Demanda)                                    | Belorado - Neila |                                                                       |
| GR-292          | Canales romanos de las Médulas (El Bierzo)                                  | Área recreativa Campo de Braña (Las Médulas) - Pombriego - Santavilla (Benuza) - Llamas de Cabrera |                                                                       |
| GR-300          | Círculo al Embalse de El Atazar                                             | El Berrueco - Patones de Arriba - El Atazar - Robledillo de la Jara - Cervera de Buitrago (derivación) - El Hospitalillo - Manjirón (derivación) - El Berrueco |                                                                       |
| GR-303          | Sierra del Rincón                                                           | |                                                                       |
| GR-330          | Sendero Costa Blanca Interior                                               | Parque natural del Macizo del Montgó - Parque natural del Carrascal de la Font Roja - Parque natural de la Sierra de Mariola - Parque natural de El Hondo - Parque natural de las Lagunas de La Mata y Torrevieja |                                                                       |
| GR-1006         | Ruta de los Monteros del Rey (Las Merindades)                               | Espinosa de los Monteros - Medina de Pomar - Nofuentes - Frías - Oña |                                                                       |

### Francia
- GR-1. Vuelta a París.
- GR-2. De Dijon a El Havre.
- GR-3. De La Baule-Escoublac al monte Mézenc.
- GR-4. De Royan a Grasse.
- GR-5. De Bergen op Zoom a Niza.
- GR-6. De Saint-Véran a Langon.
- GR-7. De Ballon d'Alsace a Andorra la Vieja.
- GR-9. De Saint-Amour a Saint-Tropez.
- GR-10 (Travesía de los Pirineos). De Banyuls-sur-Mer a Hendaya.
- GR-11. Gran Vuelta a París.
- GR-12. De Ámsterdam a París.
- GR-13. De Fontainebleau a Bourbon-Lancy.
- GR-14. De París a Malmedy.
- GR-20. De Calenzana a Conca.
- GR-21. De El Havre a Le Tréport.
- GR-22. De París al Monte Saint-Michel.
- GR-26. De París a Villers-sur-Mer.
- GR-30. De las Chaîne des Puys a Plomb du Cantal.
- GR-34. De Vitré a Quimperlé.
- GR-34A. De Louannec a Gurunhuel.
- GR-35. De Verneuil-sur-Avre a Seiches-sur-le-Loir.
- GR-36. De Ouistreham a Bourg-Madame.
- GR-37. De Vitré a Douarnenez.
- GR-38. De Redon a Douarnenez.
- GR-39. Del Monte Saint-Michel a Guérande.
- GR-41. De Tours a Mont-Dore.
- GR-42. De Saint-Étienne a Aviñón.
- GR-43. De Col des Faïsses a Sainte-Eulalie.
- GR-44. De Vans a Sainte-Enimie.
- GR-46. De Tours a Cahuzac-sur-Vère.
- GR-51. Balcones del Mediterráneo.
- GR-52. De Menton a Valdeblore.
- GR-52A. Panorámica de Mercantour.
- GR-53. Crestas de los Vosgos.
- GR-54. Vuelta a Oisans y Écrins.
- GR-55. La Vanoise.
- GR-56. Vuelta a Ubaye.
- GR-58. Vuelta a Queyras.
- GR-59. De los Vosgos a Revermont.
- GR-60. De Montpellier a Saint-Chély-d'Aubrac.
- GR-65. Camino de Santiago por el camino de Le Puy, incluyendo la Via Gebennensis (Ginebra-Le Puy).
- GR-66. Vuelta al monte Aigoual.
- GR-68. Vuelta al monte Lozère.
- GR-70 (Camino de Stevenson). De Le Puy-en-Velay a Saint-Jean-du-Gard.
- GR-71. De Espérou a Mazamet.
- GR-71C/D. Vuelta a Larzac.
- GR-72. De Col du Bez a Barre-des-Cévennes.
- GR-86. De Toulouse a Bagnères-de-Luchon.
- GR-91. De Grenoble a Fontaine-de-Vaucluse.
- GR-91b. De Bédoin al Mont Ventoux.
- GR-93. De Peyrus a La Roche-des-Arnauds.
- GR-96. Pre-Alpes de la Alta Saboya.
- GR-107 (Chemin des Bonshommes). De Foix a Berga.
- GR-111 (Sendero de Essonne). De Milly-la-Forêt a Longjumeau.
- GR-120. Vuelta al Parque Regional de Boulonnais.
- GR-121. De Ath a Boulogne-sur-Mer.
- GR-123. Circuito del Monte de Velennes.
- GR-128. De Wissant a Aquisgrán.
- GR-211. De Veulettes-sur-Mer a Caudebec-en-Caux.
- GR-212. De Sainte-Marguerite-sur-Mer a Duclair.
- GR-221. De Coutances a Pont-d'Ouilly.
- GR-223. De Honfleur al monte Saint-Michel.
- GR-225. De Fuerte Ezkaba a Urepel
- GR-340. Vuelta a Belle-Île-en-Mer.
- GR-341. De Gurunhuel a Port-Louis.
- GR-360. Vuelta a la Saintonge.
- GR-364. De Vivonne a Vendée.
- GR-380. Vuelta a Monts d'Arrée.
- GR-400. Vuelta a los volcanes de Cantal.
- GR-412. De Brioude a Grandrieu.
- GR-441. Vuelta a Chaîne des Puys.
- GR-652. De Laroquebrou a La Romieu.
- GR-653 (Camino de Arlés o Vía Tolosana).
- GR-654 (Sendero de Santiago). De Namur a Montréal.
- GR-700 (Camino Régordane). De Le Puy-en-Velay a Saint-Gilles-du-Gard.
- GTJ (Gran travesía de Jura).
- R1 (Tour du Piton des Neiges). Isla de La Reunión.
- R2 (Travesía de la Isla de La Reunión).
- R3 (Vuelta al circo de Mafate). Isla de La Reunión.
- BL (Tour du Balcon du Léman). De Ginebra a Novel.
- HRP (Alta Ruta Pirenaica).
- TMB (Tour du Mont Blanc). Vuelta al Mont Blanc.

### Bélgica
- GR-579: de Bruselas a Lieja.